# Persone di nome Maria/Cestiste
| Questa pagina contiene informazioni ricavate automaticamente dalle voci biografiche con l'ausilio del template Bio e di un bot. L'aggiornamento è periodico e automatico e ricostruisce completamente la pagina. Se manca una persona in questa lista, sei pregato di non aggiungerla, ma accertati piuttosto che la sua voce biografica contenga il template Bio e che i dati anagrafici siano correttamente compilati. Se il template Bio manca, inseriscilo tu stesso o, in alternativa, metti l'avviso {{tmp\|Bio}} che ne segnala la mancanza. Se i dati riportati sono sbagliati, correggi direttamente la voce biografica; le modifiche saranno visibili in questa lista entro pochi giorni. Per chiarimenti vedi il progetto antroponimi. La lista contiene solo le 56 persone che sono citate nell'enciclopedia e per le quali è stato implementato correttamente il template Bio. Pagina aggiornata al 22 lug 2025. |

Questa è una lista di persone presenti nell'enciclopedia che hanno il nome Maria e sono cestiste.

## A(1)
- Marika Aurigemma, ex cestista italiana (Monteforte Irpino, n. 1973)

## B(5)
- Maria Beatrice Barberis, cestista italiana (Milano, n. 1995)
- Maria Benevolo, cestista italiana (Genova, n. 1919)
- Mara Buzzanca, ex cestista e allenatrice di pallacanestro italiana (Milazzo, n. 1976)
- Maria Tereza Boscariol, ex cestista brasiliana (n. 1956)
- Maria José Bertolotti, ex cestista brasiliana (San Paolo, n. 1966)

## C(4)
- Maria Helena Campos, ex cestista brasiliana (San Paolo, n. 1937)
- Maria Helena Cardoso, ex cestista e allenatrice di pallacanestro brasiliana (Descalvado, n. 1940)
- Maria Aparecida Cardoso, ex cestista brasiliana (Descalvado, n. 1930)
- Cristina Correnti, ex cestista e dirigente sportiva italiana (Messina, n. 1972)

## D(3)
- Maria Danielsson, ex cestista svedese (Arvika, n. 1970)
- Maria Beatrice De Santis, ex cestista italiana (Viterbo, n. 1969)
- Maria Delmee, ex cestista olandese ('s-Hertogenbosch, n. 1959)

## F(3)
- Maria Aparecida Ferrari, cestista brasiliana († 2022)
- Maria Giulia Forni, ex cestista e arbitro di pallacanestro italiana (Ravenna, n. 1985)
- Maria Chiara Franchini, ex cestista italiana (Parma, n. 1979)

## G(5)
- Maria Angélica Gonçalves da Silva, ex cestista brasiliana (Osvaldo Cruz, n. 1966)
- Chiara Gambuzza, ex cestista italiana (Siracusa, n. 1993)
- Maria Rosa Gasperini, ex cestista italiana
- Maria Grigoraș, ex cestista rumena (Unțeni, n. 1956)
- Maria Paula Gonçalves da Silva, ex cestista brasiliana (Osvaldo Cruz, n. 1962)

## J(2)
- Maria Jermanis, cestista italiana (Trieste, n. 1919 - Trieste, † 2011)
- Maria Jóźwiak, ex cestista polacca (Poznań, n. 1954)

## K(4)
- Maria Kamecka, cestista polacca (Varsavia, n. 1922 - Varsavia, † 2016)
- Maria Klaassen, ex cestista olandese (Tubbergen, n. 1956)
- Maria Kowalówka, cestista polacca (Cracovia, n. 1931 - † 2021)
- Maria Kuczmann, ex cestista tedesca (Leverkusen, n. 1957)

## L(3)
- Maria Lansink, ex cestista olandese (Tubbergen, n. 1957)
- Maria Laterza, cestista statunitense (New York, n. 1989)
- Maria Lerner, ex cestista svedese (Södertälje, n. 1963)

## M(5)
- Maria Giovanna Mangiameli, ex cestista italiana
- Maria Pia Mapelli, cestista italiana (Castellanza, n. 1935 - Legnano, † 2018)
- Maria Meijll, ex cestista olandese (Amsterdam, n. 1950)
- Maria Miccoli, cestista italiana (Trieste, n. 1995)
- Maria Minervino, ex cestista italiana (Napoli, n. 1986)

## N(2)
- Maria Nițulescu, ex cestista rumena (Brașov, n. 1971)
- Maria Noon, ex cestista neozelandese (Papakura, n. 1967)

## O(1)
- Maria Chiara Ortolani, ex cestista italiana (Loreto, n. 1997)

## P(5)
- Florina Pașcalău, ex cestista rumena (Cluj-Napoca, n. 1982)
- Giulia Pegoraro, ex cestista italiana (Padova, n. 1989)
- Maria Amedea Pelle, ex cestista italiana (Milano, n. 1946)
- Maria Luisa Premier, ex cestista italiana (Treviso, n. 1962)
- Maria Puglisi, ex cestista italiana (Siracusa, n. 1972)

## S(7)
- Maria da Conceição Santana, ex cestista brasiliana (Recife, n. 1960)
- Maria Samoroukova, ex cestista russa (Samara, n. 1971)
- Nunzia Serradimigni, ex cestista italiana (Sassari, n. 1960)
- Daniela Servillo, cestista italiana (Vico Equense, n. 1989)
- Maria Simionescu, ex cestista rumena (Bucarest, n. 1952)
- Maria Steenmetz, ex cestista olandese (Amsterdam, n. 1957)
- Maria Szymańska, ex cestista polacca (Brodnica, n. 1942)

## U(1)
- Maria Grazia Ursino, ex cestista italiana (Catania, n. 1970)

## V(2)
- Marjan van Dulmen, ex cestista olandese ('s-Hertogenbosch, n. 1964)
- Maria Carmela Verardi, ex cestista italiana (Roma, n. 1964)

## Z(2)
- Maria Zikyridou, ex cestista greca (Larissa, n. 1982)
- Mariolina Zitta, cestista italiana (Sondrio, n. 1961 - Sondrio, † 2024)

## Ł(1)
- Maria Łuczyńska, ex cestista polacca (n. 1943)